# Gerber Products Company
Die Gerber Products Company ist ein US-amerikanisches Unternehmen für Babynahrung und weitere Baby-Produkte. Das Unternehmen wurde 1927 in Fremont (Michigan) von Daniel Frank Gerber gegründet. Heute befindet sich der Hauptsitz in Parsippany, New Jersey. Gerber hat 4500 Mitarbeiter und einen Umsatz von etwa 1,6 Milliarden US-Dollar (2006). Gerber Products gehört heute zum Nestlé-Konzern.

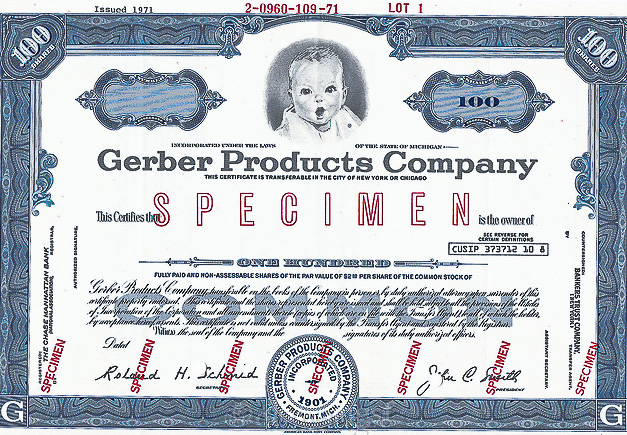
Specimen einer Gerber Products Company Aktie

## Geschichte
Daniel Frank Gerber war Eigentümer der Fremont Canning Company. Dieses Unternehmen produzierte in Konservendosen verpacktes Obst und Gemüse. Nach dem Hinweis eines Kinderarztes fütterte Daniels Frau, Dorothy Gerber (1904–1988), ihrer sieben Monate alten Tochter Sally pürierte Nahrungsmittel. Daniel Gerber erkannte die wirtschaftliche Verwertbarkeit dieser Babynahrung. Er begann, diese Nahrung in seinem Unternehmen zu produzieren und zu vermarkten. Im Jahr 1928 standen bereits fünf Produkte auf dem Markt: Erbsen, Pflaumen, Karotten und Spinat sowie Rinds-Gemüsesuppe. Sechs Monate später wurden die Produkte US-weit vertrieben.
Die Marke wurde in der Babynahrungs-Industrie international bekannt und bietet heute 300 verschiedene Nahrungsmittel-Produkte in mehr als 50 Ländern an. Die Dosen sind in 16 unterschiedlichen Sprachen beschriftet. In den USA hat Gerber einen Marktanteil von 83 %.
1994 wurde Gerber von Sandoz erworben. Zwei Jahre später entstand durch die Fusion mit Ciba-Geigy das Unternehmen Novartis. Am 12. April 2007 gab Nestlé bekannt, Gerber für 5,5 Milliarden US-Dollar von Novartis zu kaufen.

## Produkte
Seit 1967 werden auch Lebensversicherungen verkauft. Das Zielpublikum sind dabei jüngere Familien. Die Gerber Life Insurance Company ist der größte Direktvermarkter von Lebensversicherungen in den USA. Derzeit werden mehr als zwei Millionen Versicherungen mit einem Betrag von mehr als 650 Millionen US-Dollar verwaltet.
In den frühen 1990ern wollte Gerber in den Markt der zuckerfreien Nahrungsmittel einsteigen. Die auf an Diabetes erkrankte Säuglinge abgestimmte Nahrung wurde allerdings nach wenigen Jahren wieder aus dem Sortiment genommen, als nicht der erwünschte Verkaufserfolg eintrat. Ebenfalls neu eingeführt wurden Fruchtsäfte und Gesundheitsprodukte. Auch die Gesundheitsprodukte wurden nach unerwarteten Nebenwirkungen mittlerweile vom Markt genommen.

## Trivia
- Das Logo des Unternehmens ziert ein Babykopf. Dieser zeigt nicht, wie manchmal behauptet, Sally Gerber oder gar Richard Nixon oder Humphrey Bogart, sondern Ann Turner Cook.